# NHL 14
NHL 14 — двадцать третья видеоигра из серии NHL от EA Sports в жанре хоккейный симулятор, разработанная для консолей PlayStation 3, Xbox 360. Игра вышла 10 сентября 2013 года в Северной Америке и 13 сентября в остальном мире.

## Лицо на обложке
На обложке игры изображён трёхкратный обладатель Кубка Стэнли в составе «Нью-Джерси Девилз», двукратный олимпийский чемпион в составе сборной Канады Мартин Бродо. В финале голосования он выиграл у вратаря «Коламбус Блю Джекетс» Сергея Бобровского, получившего в сезоне 2012/2013 «Везина Трофи».

## Нововведения
- Live the Life Mode — новый вариант режима карьеры Be a Pro Career.[2].
- HUT & EASHL Online Seasons — система перехода между дивизионами, доступная в режимах Hockey Ultimate Team и EA SPORTS Hockey League.[2].
- One-Touch Dekes — новая система финтов и комбинаций[2].
- True Performance Skating — дальнейшее развитие модели движения на коньках[2].
- Enforcer Engine — модель хоккейных драк, позаимствованная у серии Fight Night[2].
- NHL 94 Anniversary Mode — в честь 20-летия серии NHL представлен ретро режим, стилизующий игру под NHL 94[3].

## Саундтрек
| Артист                      | Композиция             |
| --------------------------- | ---------------------- |
| Airbourne                   | «Live It Up»           |
| Biffy Clyro                 | «Modern Magic Formula» |
| Black Rebel Motorcycle Club | «Let the Day Begin»    |
| Black Veil Brides           | «In the End»           |
| Buckcherry                  | «Gluttony»             |
| Bullet For My Valentine     | «Riot»                 |
| Dropkick Murphys            | «The Boys are Back»    |
| Ханни Эль Хатиб             | «Family»               |
| Heaven's Basement           | «Fire, Fire»           |
| New Politics                | «Harlem»               |
| Rise Against                | «Lanterns»             |
| Soundgarden                 | «Been Away Too Long»   |
| Wolfmother                  | «Joker & the Thief»    |

## Отзывы
| Сводный рейтинг | Сводный рейтинг | Сводный рейтинг |
| Издание         | Оценка          | Оценка          |
| Издание         | PS3             | Xbox 360        |
| --------------- | --------------- | --------------- |
| GameRankings    | 80,88 %         | 84,67 %         |